# Сантьяго (провинция, Чили)
Провинция Сантьяго  (исп. Provincia de Santiago) — провинция в Чили в составе Столичной области. 
Включает в себя 32 коммуны.
Территория — 2109,7 км². Численность населения — 5 250 565 жителей (2017). Плотность населения — 2488,77 чел./км².
Административный центр — Сантьяго.

## География
Провинция расположена в центральной части Столичной области.
Провинция граничит:
- на севере — провинция Чакабуко
- на востоке — провинция Кордильера
- на юге — провинция Майпо
- на западе — провинция Мелипилья

## Административное деление
Провинция включает в себя 32 коммуны:
- Серрильос.
- Серро-Навия.
- Кончали.
- Эль-Боске.
- Эстасьон-Сентраль.
- Уэчураба.
- Индепенденсия.
- Ла-Систерна.
- Ла-Гранха.
- Ла-Флорида.
- Ла-Пинтана.
- Ла-Рейна.
- Лас-Кондес.
- Ло-Барнечеа.
- Ло-Эспехо.
- Ло-Прадо.
- Макуль.
- Майпу.
- Нуньоа.
- Педро-Агирре-Серда.
- Пеньялолен.
- Провиденсия.
- Пудауэль.
- Киликура.
- Кинта-Нормаль.
- Реколета.
- Ренка.
- Сан-Мигель.
- Сан-Хоакин.
- Сан-Рамон.
- Сантьяго.
- Витакура.

## Демография
Согласно сведениям, собранным в ходе переписи 2017 г.  Национальным институтом статистики (INE),  население провинции составляет:
| Полное население                            | Полное население                            | Полное население                            | Полное население                            | Полное население                            | 5 250 565 |
| ------------------------------------------- | ------------------------------------------- | ------------------------------------------- | ------------------------------------------- | ------------------------------------------- | --------- |
| в том числе:                                | Городское население                         | 5 239 510                                   | Процент городского населения, %             | 99,79                                       |           |
|                                             | Сельское население                          | 11 055                                      | Процент сельского населения, %              | 0,21                                        |           |
|                                             | Мужское население                           | 2 541 870                                   | Процент мужского населения, %               | 48,41                                       |           |
|                                             | Женское население                           | 2 708 695                                   | Процент женского населения, %               | 51,59                                       |           |
| Плотность населения, чел/км²                | Плотность населения, чел/км²                | Плотность населения, чел/км²                | Плотность населения, чел/км²                | Плотность населения, чел/км²                | 2488,77   |
| Население провинции в % к населению области | Население провинции в % к населению области | Население провинции в % к населению области | Население провинции в % к населению области | Население провинции в % к населению области | 73,82     |

| Динамика изменения населения провинции | Динамика изменения населения провинции | Динамика изменения населения провинции | Динамика изменения населения провинции |
| -------------------------------------- | -------------------------------------- | -------------------------------------- | -------------------------------------- |
| 1992                                   | 2002                                   | 2012                                   | 2017                                   |
| 4 311 133                              | 4 668 473▲                             | 4 977 637▲                             | 5 250 565▲                             |